# 524522 Zoozve
524522 Zoozve, indicato anche come (524522) 2002 VE68, è un asteroide scoperto l'11 novembre 2002. È un asteroide geosecante ed ermeosecante, appartenente alla famiglia degli asteroidi Aten.
La caratteristica principale che lo rende rilevante è quella di avere un'orbita che lo rende un quasi-satellite di Venere. Si ritiene che si trovi in orbita attorno a Venere da almeno 7 000 anni, ma che sia destinato ad essere espulso da questa configurazione orbitale tra circa 500 anni. In questo periodo la sua distanza da Venere rimarrà superiore a 0,2 au (3×107 km).
Le sue dimensioni piuttosto irregolari sono molto limitate essendo comprese tra i 210 ed i 470 m.